# Urchin
Urchin was de eerste band van Adrian Smith, die hij had gevormd met zijn vriend Dave Murray omstreeks 1977. Daarna verliet Murray Urchin om in Iron Maiden te spelen.

Urchin heeft 2 albums opgenomen. Het lukte hen om een platencontract te verkrijgen, maar deze duurde niet lang na Smiths vertrek naar Iron Maiden om de plaats van gitarist Dennis Straton in te nemen.
In 1986 organiseerde Smith een reünie met de voormalige bandleden en voerden de live opname Whole Population of Hackney uit, samen met Steve Harris en Nicko McBrain.

## Black Leather Fantasy '77
1. Black Leather Fantasy
2. Rock 'n' Roll Woman

## She's a roller '77
1. She's a roller
2. Long Time No Women

## Leden
- Adrian Smith - gitaar, zang (1974-1980)
- Andy Barnett - gitaar (1977 - 1980)
- Dave Murray - gitaar (1974-1976; paar maanden in 1977 na onenigheid met Iron Maiden zanger Dennis Wilcock)
- Alan Levitt - basgitaar (1974-1980)
- Barry Tyler - drums (1974-1980)

### Voormalige leden
- David Hall - zanger (1974-1977)
- Maurice Coyne - gitaar(1974-1977)